# Trechos selectos do Padre Antonio vieira
Trechos Selectos do Padre António Vieira é uma edição comemorativa referente ao bicentenário de morte (18 de julho de 1697) do mesmo, publicada em Lisboa pela Typographia Minerva Central.

## Contexto
O livro foi elaborado por uma comissão múltipla da Academia e obteve ajuda do clero no acesso a muitos dos materiais e do governo, em termos de subsídio financeiro. Este esforço de um conjunto de homens é destacado por José Fernando Leite em seu texto introdutório sobre a biografia de Vieira “Oxalá, que este livro, homenagem piedosa de um grupo de homens de boa vontade, amantes de seu País e alheios a paixões mesquinhas, contribua para revelar Vieira os que o não conhecem e por isso o não admiram quanto merece.”

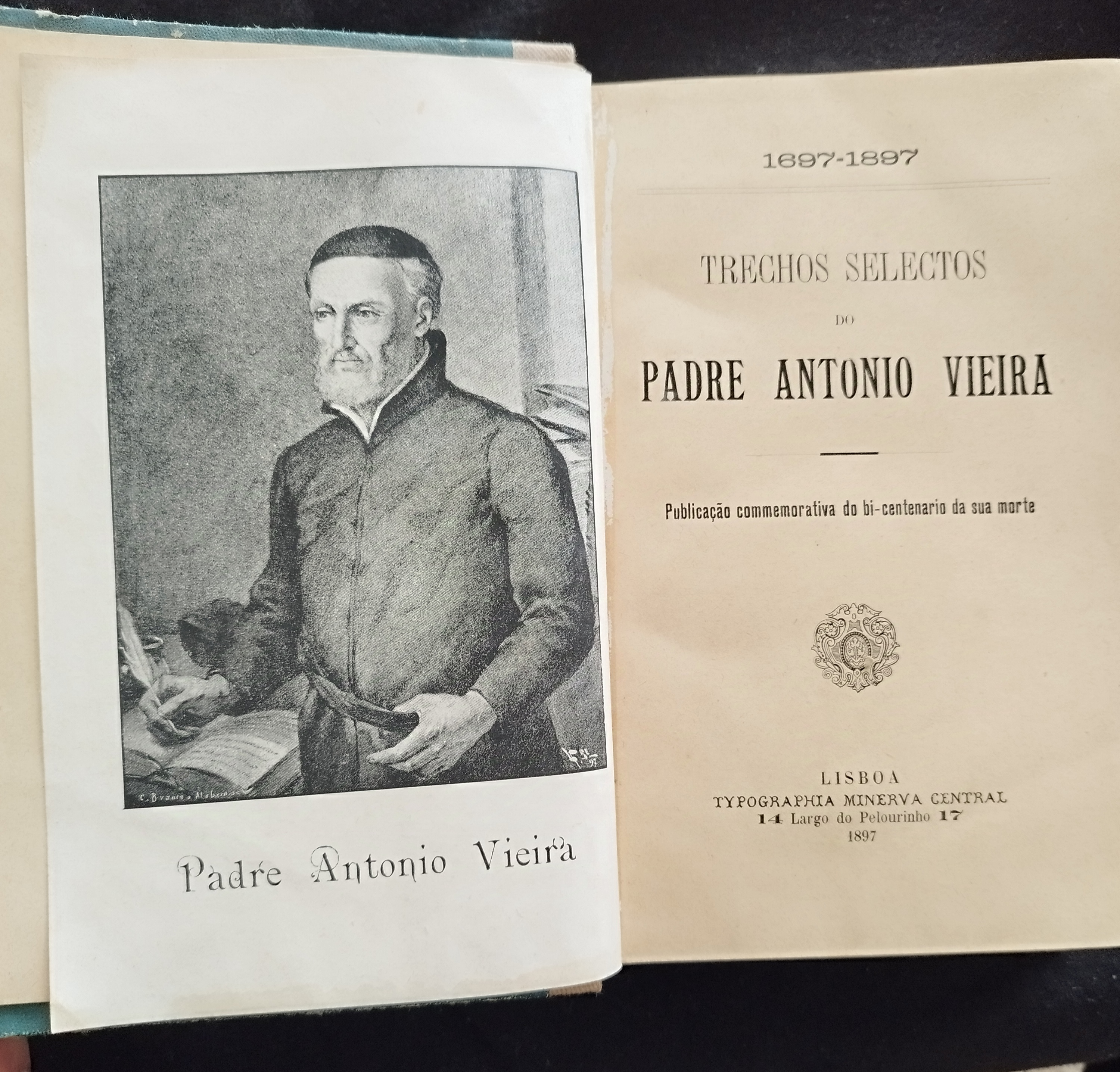
Folha de rosto do livro Trechos Selectos do Padre Antônio Vieira

A dificuldade em realizar a referida seleção das obras está na monumentalidade da produção de estilo barroco e vieirino do Padre António Vieira, de cartas, sermões, poesia e inúmeras outras materialidades literárias. O padre não era só um missionário, mas um político, pregador e conselheiro de reis. Detentor notório de conhecimento em diversas áreas que incluíam, entre outras: economia, teologia e física.
A publicação traz um desenho/retrato de António Vieira que também é explicado pela comissão em uma espécie de prefácio intitulado Advertência prévia, datado de 21 de setembro de 1897: “O retrato a que se deu a preferência é o fac-símile de um quadro do século passado que se encontra na Imprensa Nacional e que parece oferecer mais serias garantias de autenticidade. Não sendo possível obter diretamente uma boa fotografia, serviu de base ao trabalho de fotogravura uma cópia devida ao primoroso lápis de Luciano Freire, o qual soube conciliar a escrupulosa fidelidade na reprodução das feições de Vieira com a correção aos numerosos defeitos que deslustram o resto do quadro.”.

## Descrição
O livro é composto pelas seguintes estruturas:
1. – Advertência prévia – onde a comissão relata os esforços para uma edição caprichada que ressalta a eloquência do autor, alertando para algumas decisões gerais adotadas para este volume.
2. – Reprodução de uma carta à mão com a assinatura do Padre António Vieira e a respectiva reprodução em impresso tipográfico para facilitar a compreensão. Sobre o autógrafo, a comissão indica: “O autógrafo reproduzido é o final de uma interessante carta inédita, dirigida, ao que parece, a Duarte Ribeiro de Macedo, a qual se encontra na Biblioteca Nacional.”[3];
3. – Notícia Biográfica – texto biográfico elaborado pelo escritor José Fernando de Leite para esta publicação com 60 páginas;
4. – Carta de António Vieira sobre a organização das missões jesuítas;
5. – I Parte -  Excerptos dos sermões - Apresenta um conjunto de sermões divididos em quatro subáreas (1 – Definições e Allegorias, com 32 sermões; 2 – Reflexões religiosas, philosophicase moraes, com 46 sermões; 3 – Brados patrióticos, com 9 sermões; 4- Conselhos políticos e econômicos, com 26 sermões);
6. – II Parte – Cartas – Apresenta 8 cartas;
7. – III Parte – Excerptos das memórias políticas – Apresenta 20 textos;
8. – Página Erratas.